# ماري دريسلر
ماري دريسلر (بالإنجليزية: Marie Dressler)‏ وولدت باسم ليلا ماري كويربر (مواليد 09 نوفمبر 1868 - الوفاة 28 يوليو 1934) هي ممثلة أمريكية كندية، سينمائية ومسرحية وكوميدية ومثلت أيضًا في بداية السينما الصامتة وفترة الكساد العظيم. نجحت على المسرح في الفودفيل (المسرحية الهزلية) والأوبرا الكوميدية، ونجحت في كتابة السيناريو أيضًا. سنة 1914 مثلت أول فيلم كوميدي كامل. وحازت على جائزة أوسكار لأفضل ممثلة عام 1931 عن دورها في مين وبيل.
عندما غادرت دريسلر المنزل في سن الرابعة عشرة، أسست مسيرتها المهنية في المسرح في فرق العرض المتنقل، إذ تعمقت في تقويم موهبتها في إضحاك الناس. سنة 1892، بدأت عملها في برودواي، واستمرت حتى عشرينيات القرن الماضي، قامت بأدوار كوميدية إذ سُمح لها بالارتجال ليضحك الجمهور. لعبت دور البطولة في أول فيلم كوميدي متكامل وهو فيلم الرومانسية المثقبة لتيلي (1914)، ويُعَد أحد أدوارها الناجحة في برودواي، مع تشارلي شابلن ومابل نورمان.
عملت غالبًا في مدينة نيويورك خلال الحرب العالمية الأولى، إلى جانب المشاهير الآخرين، إذ شاركت في بيع سندات الحرية.
سنة 1919، ساعدت في تنظيم أول اتحاد لعازفي الجوقة أو الكورال. تراجعت مسيرتها المهنية في عشرينيات القرن العشرين، واضطرت إلى العيش على مدخراتها وسكنت في شقة مع صديق لها.
سنة 1927، عادت إلى تمثيل الأفلام بعمر 59 وشهدت سلسلة رائعة من النجاحات. فازت بجائزة الأوسكار لأفضل ممثلة سنة 1931 عن مين وبيل، وحصلت على جائزة أفضل نجمة سينمائية عامي 1932 و1933. توفيت بسبب السرطان عام 1934.

## نشأتها
اسم ماري دريسلر الأصلي ليلى ماري كويربر. ولدت في 9 نوفمبر 1868، في كوبورغ، أونتاريو. لديها أختان، آنا (ني هندرسون) موسيقية، وألكسندر رودولف كويربر (13 أبريل 1826، ليندو، نيو روبين، ألمانيا - نوفمبر 1914، ويمبلدون ساري، إنجلترا) ألماني المولد وهو ضابط سابق في حرب القرم. أخت ليلى الكبرى، بونيتا لويز كويربر (1864، أونتاريو، كندا -1 سبتمبر 1939، ريتشموند، سري، إنجلترا) تزوجت فيما بعد من الكاتب المسرحي ريتشارد غانتوني.
كان والدها مدرسًا للموسيقى في كوبورغ وعضوًا في كنيسة القديس بطرس الأنجليكانية، حيث كانت ماري طفلة تغني وتشارك في العزف على الأرغن.
انتقلت أسرتها بانتظام من مجتمع إلى آخر خلال طفولتها. وقد أشار المؤرخ كوبورغ أندرو هيوسون إلى أن دريسلر التحقت بمدرسة خاصة، لكن هذا أمر مشكوك فيه إذا كانت ذكريات دريسلر عن فقر أسرتها الأرستقراطية واضحة.
انتقلت عائلة كويربر في النهاية إلى الولايات المتحدة، ومن المعروف أن ألكسندر كويربر كان يعمل مدرسًا للبيانو في أواخر السبعينيات وأوائل الثمانينيات من القرن التاسع عشر في ميشيغان في مدينتي باي وساغيناو وفي مدينة فندلي في أوهايو.
كان أول ظهور لها في التمثيل بدور كيوبيد ابن الإلهة فينوس في سن الخامسة في عرض مسرحي للكنيسة في ليندسي، أونتاريو. ذكر سكان المدن التي عاش فيها كوربر أن دريسلر عملت في العديد من أعمال الهواة، ما أثار غضب والديها.

## المهنة المسرحية
غادرت دريسلر المنزل في سن الرابعة عشرة لتبدأ مسيرتها المهنية في التمثيل مع شركة نيفادا ستوك، زاعمة أن عمرها 18 عامًا. كان الأجر 6-8 دولارات في الأسبوع، وكانت ترسل نصف الأجر إلى والدتها. في ذلك الوقت، اتخذت دريسلر اسم عمتها اسمًا مسرحيًا لها.  وفقًا لدريسلر، اعترض والدها على استخدام اسم كويربر في المسرح.
لم تتأكد هوية العمة إطلاقًا، رغم أن دريسلر أنكرت استعارة الاسم. غادرت بونيتا شقيقة دريسلر، الأكبر بخمس سنوات المنزل في نفس الوقت تقريبًا. عملت بونيتا أيضًا في شركة الأوبرا.
عملت في شركة نيفادا ستوك وهي شركة متنقلة وعزفت غالبًا في الغرب الأوسط الأمريكي. وصفت دريسلر الفرقة بأنها مدرسة رائعة من نواحٍ عديدة. غالبًا ما يتغير الأجر في غضون ساعة أو أقل. ويجب على كل عضو في فريق التمثيل أن يقوم باطلاع سريع. ظهرت دريسلر لأول مرة في مهنتها بوصفها فتاة كورال أو جوقة تدعى سيجارا في مسرحية «تحت علمين»، وهي وصف تمثيلي للحياة في الفيلق الأجنبي.
بقيت دريسلر مع الفرقة مدة ثلاث سنوات، في حين غادرت أختها للزواج من الكاتب المسرحي ريتشارد غانتوني. انتهت الشركة في نهاية المطاف في بلدة صغيرة في ميشيغان دون نقود أو حجز. انضمت دريسلر إلى شركة روبرت جراو أوبرا، التي قامت بجولة في الغرب الأوسط، وحصلت على زيادة في الأجر إلى 8 دولارات في الأسبوع، مع أن دريسلر ادعت أنها لم تتلق أي أجور.
انتهى المطاف بدريسلر في فيلادلفيا، حيث انضمت إلى شركة «ستار أوبرا» عضوةً في الجوقة (الكورال). كان من أبرز أحداث شركة ستار أداء دور «كاتيشا» في «الميكادو». روت دريسلر إنها أدت الدور بدلًا من الممثلة الرئيسية التي أصيبت بالتواء في الكاحل. كانت معروفة أيضًا بأداء دور الأميرة فلاميتا سنة 1887 في آن آربر، ميشيغان. تركت شركة ستار لتعود إلى والديها في ساجيناو. عندما جاءت شركة أوبرا بينيت ومولتون إلى المدينة، اختيرت من جوقة (كورال) الكنيسة إذ تطلعت للانضمام إلى الشركة. بقيت معهم مدة ثلاث سنوات، ومرة أخرى على نفس المسار، لعبَت أدوار الأوبرا الخفيفة.
خصت دريسلر بالذكر دور باربرا في فيلم الفرسان السود، الذي سعدت به خصوصًا، وكانت تضرب فيه البيسبول في المدرجات. ظلت دريسلر مع الشركة حتى 1891، وزادت شعبيتها تدريجيًا. انتقلت إلى شيكاغو واختيرت للتمثيل في الأعمال «ليتل روبنسون كروزو» و«ذا تار وتار تار». وبعد انتهاء رحلة الإنتاج انتقلت إلى مدينة نيويورك.
سنة 1892، ظهرت دريسلر لأول مرة في برودواي في مسرح الجادة الخامسة في والديمار، لص نهر الراين، الذي استمر خمسة أسابيع فقط. كانت تأمل في أن تصبح مغنية أو ممثلة تراجيدية، لكن كاتب والديمار، موريس باريمور، أقنعها بأن نجاحها الأفضل سيكون في الأدوار الكوميدية. بعد سنوات، ظهرت مع أبنائه، ليونيل وجون، في صور متحركة وأصبحت صديقة جيدة لابنته الممثلة إيثيل باريمور. سنة 1893، مَثلت دور دوقة في «الأميرة نيكوتين» حيث قابلت ليليان راسل وصادقتها.
كانت تكسب 50 دولارًا في الأسبوع، دعمت بها والديها. انتقلت إلى التمثيل في «1492 أب تو ديت»، و«جيروفل جيروفلا»، و«ستيج بارتي»، و«هيرو إن سبايت أوف هيمسلف». بعد توقف ستيج بارتي، انضمت إلى شركة «كاميل دارفل» التي تقوم بجولة الغرب الأوسط في «مادلين»، أو «ذا ماجك كيس»، مثلت دور ماري دودل، الذي منحها فرصة تمثيل دور المهرج.
سنة 1896، حصلت دريسلر على أول دور بطولة لها في دور فلو في إنتاج جورج ليدرير للسيدة سلافي في مسرح الكازينو في برودواي، وشاركت في البطولة الراقصة البريطانية دان دالي. كان نجاحًا كبيرًا، إذ مَثلت مدة عامين في الكازينو. أصبحت معروفة بتعابير وجهها المضحكة، وردود فعلها التي تجمع بين الجد والهزل، واللقطات المزدوجة. مع جسدها الضخم والقوي، استطاعت دريسلر أن ترتجل النكات حيث رافقت دالي لإسعاد الجمهور.
مكنها نجاحها من شراء منزل لوالديها في لونغ أيلاند. تحول نجاح السيدة سلافي إلى ضرر عندما تركت العمل في أثناء جولة في كولورادو. منعت نقابة إرلانغر ظهور دريسلر في برودواي، واختارت العمل مع شركة ريتش وهاريس السياحية. عادت إلى برودواي في «فندق توبسي تورفي» و«ذا مان إن ذا مون».
سنة 1900، شكلت دريسلر فرقة المسرح الخاصة بها، التي مثلت «مس برينت» لجورج هوبرت في مدن شمال شرق الولايات المتحدة. فشل إنتاج «مس برينت»، واضطرت دريسلر إلى إعلان إفلاسها.
سنة 1904، وقعت عقدًا مدته ثلاث سنوات بقيمة 50 ألف دولار مع إدارة «ويبر أند فيلدز ميوزك هول»، ومثلت أدوارًا رئيسية في «هيجلدي بيجلدي» و«تويدل تويدل». بعد انتهاء عقدها، قامت دريسلر بأداء الفودفيل في نيويورك وبوسطن ومدن أخرى. كانت معروفة بجسدها الممتلئ من بين أصدقاءها ليليان راسل وفاي تمبلتون وماي إيروين وتريكسي فريجانزا. كان طول دريسلر 170 سنتيمتر ووزنها 91 كجم.
سنة 1907، التقت جيمس هنري (جيم) دالتون. انتقل الاثنان إلى لندن، حيث كانت تمثل في مسرح قصر المنوعات مقابل 1500 دولار في الأسبوع. بعد ذلك، خططت لتقديم عرض لها في ويست إند. سنة 1909، مع أعضاء منظمة ويبر، أعدت دريسلر لإنتاج نسخة معدلة من «هيجلدي بيجلدي» في مسرح «ألدويتش»، أعيد تسميتها إلى «فيلوبينا» بعد تمثيل دريسلر فيه.
فشل العرض وأُغلق بعد أسبوع واحد. خسرت دريسلر 40 ألف دولار، وهو دين سددته في النهاية سنة 1930. عادت دريسلر ودالتون إلى نيويورك، وأعلنت إفلاسها للمرة الثانية.
عادت دريسلر إلى مسرح برودواي في عرض يسمى «الصبي والفتاة»، لكنه استمر بضعة أسابيع فقط. انتقلت لأداء الفودفيل في يونغز بيير في أتلانتيك سيتي في الصيف. إضافةً إلى عملها على المسرح، سجلت دريسلر في «إديسون ريكوردز» في 1909 و1910. في خريف عام 1909، دخلت دريسلر لأول مرة في مسرحية جديدة هي «كوابيس تيلي». تنقلت المسرحية في ألباني وشيكاغو وكانساس سيتي وفيلادلفيا. ساعدت دريسلر في مطالعة العرض، دون إذن المؤلفين، وكان عليها أن تهدد بالاستقالة قبل بدء المسرحية في برودواي للحفاظ على التغييرات التي أحدثتها. ساعدت مطالعتها للمسرحية على تحقيق نجاح كبير في برودواي. عدت كاتبة السيرة الذاتية «بيتي لي» المسرحية مرحلة حاسمة في مسيرتها المهنية.
استمرت دريسلر في العمل في المسرح خلال عشرينيات القرن الماضي، وقامت بجولة في الولايات المتحدة خلال الحرب العالمية الأولى، وشاركت في بيع سندات ليبرتي وتقديم العروض لقوات المشاة الأمريكية. سمى جنود المشاة الأمريكيون في فرنسا كلًا من شارع وبقرة باسم دريسلر. قُتلت البقرة، ما أدى إلى نشر عناوين: «ماري دريسلر: قتلت وهي تؤدي الخدمة العسكرية»، وقالت دريسلر بسخرية «لقد واجهتُ صعوبة في إقناع الناس بأن بيان موتي كان مبالغًا فيه إلى حد بعيد».

## وصلات خارجية
- ماري دريسلر على موقع IMDb (الإنجليزية)
- ماري دريسلر على موقع الموسوعة البريطانية (الإنجليزية)
- ماري دريسلر على موقع روتن توميتوز (الإنجليزية)
- ماري دريسلر على موقع ألو سيني (الفرنسية)
- ماري دريسلر على موقع ميوزك برينز (الإنجليزية)
- ماري دريسلر على موقع تيرنر كلاسيك موفيز (الإنجليزية)
- ماري دريسلر على موقع أول موفي (الإنجليزية)
- ماري دريسلر على موقع قاعدة بيانات برودواي على الإنترنت (الإنجليزية)
- ماري دريسلر على موقع قاعدة بيانات الأفلام السويدية (السويدية)
- ماري دريسلر على موقع إن إن دي بي (الإنجليزية)